# EuroVelo 1
La EuroVelo 1 o ruta de la costa atlántica es una ruta ciclista transeuropea de larga distancia que forma parte de la red EuroVelo. Es conocida como la Ruta de la Costa Atlántica. Se inicia en el Cabo Norte (Noruega) y finaliza en Caminha (Portugal). En sus 11 000 km de longitud pasa por seis países: Noruega, Reino Unido, Irlanda, Francia, España y Portugal.

## Descripción
La ruta EuroVelo 1 es un recorrido desde el norte hasta el sur de Europa siguiendo su costa atlántica. Al inicio, discurre por Noruega y sus fiordos. Después de cruzar el Mar del Norte y llegar a tierras británicas, recorre la costa irlandesa. De vuelta al continente, atraviesa Francia por todo su litoral. A continuación, realiza el cruce de España por tierras interiores. Finalmente, regresa a la costa atlántica en Portugal, haciendo la ruta en sentido sur a norte.
La ruta EuroVelo 1 es la más larga de todas las que forman la red EuroVelo.

## Países e itinerario
La ruta EuroVelo 1 tiene las condiciones, y pasa por las localidades, que se detallan a continuación. Entre paréntesis se indican los enlaces a otras rutas.

### Noruega
Los trayectos por Noruega están desarrollados. En el recorrido por la costa de Noruega, es necesario utilizar transbordador en varias ocasiones.
Itinerario en Noruega: Cabo Norte (EV7 inicio, EV11 inicio) - Tromsø - Vestvågøy - Bodø - Trondheim (EV3 inicio) - Ålesund - Bergen (EV12).
Para continuar por el Reino Unido, hay que cruzar el Mar del Norte.

### Reino Unido (Norte)
Los recorridos por la isla de Gran Bretaña están desarrollados y con señalización EuroVelo. Los trayectos por el norte de la isla de Irlanda están desarrollados.
Itinerario en el norte de Reino Unido: Aberdeen (EV12) - Inverness (EV12) - Glasgow - Stranraer - (Transbordador a Irlanda del Norte) - Belfast - Lisburn - Strabane - Londonderry.

### Irlanda
Los recorridos por Irlanda están desarrollados y con señalización EuroVelo, excepto los situados más al sur que están en desarrollo.
Itinerario en Irlanda: Sligo - Galway (EV2 inicio) - Limerick - Waterville - Cork - Rosslare - (Transbordador a Reino Unido).

### Reino Unido (Sur)
Itinerario en el sur de Reino Unido: Fishguard - Newport - Bristol (EV2) - Plymouth - (Transbodador a Francia).

### Francia
En Francia la ruta EuroVelo 1 es conocida como la Vélodyssée. Toda la ruta está desarrollada y con señales de EuroVelo.
Itinerario en Francia: Roscoff (EV4 inicio) - Nantes (EV6) - La Rochelle - Rochefort - Arcachón - Bayona - Hendaya.

### España
En España la ruta está desarrollada y con señales EuroVelo en su mayor parte (desde Santo Domingo de la Calzada (La Rioja) hasta El Real de la Jara (Sevilla). El resto del recorrido se considera en desarrollo (salvo el tramo entre Valverde del Camino y Ayamonte (Huelva) que ya está desarrollado).
Itinerario en España: Irún (Puente de Behobia) - Vía verde del Bidasoa - Irurzun - Vía verde del Plazaola - Pamplona (EV3) - Estella - Logroño -  San Millán de la Cogolla - Santo Domingo de la Calzada - Burgos - Frómista (EV3) - Palencia - Valladolid - Tordesillas - Toro - Zamora - Salamanca - Baños de Montemayor - Vía verde Ruta de la Plata - Hervás - Galisteo - Cáceres - Mérida - Almendralejo - Villafranca de los Barros - Zafra - Monesterio - El Real de la Jara -  Valverde del Camino - Vía verde de Molinos del Agua - Huelva - Ayamonte. 

### Portugal
En Portugal, desde la frontera hasta Sagres, la ruta esta desarrollada. Desde esta localidad hasta el final de la ruta en Caminha está, además, señalizada con EuroVelo.
Itinerario en Portugal: Vila Real de Santo António - Faro - Sagres - Sines - Setúbal - Lisboa - Peniche - Nazaré - Figueira da Foz - Oporto - Viana do Castelo - Caminha.

## Epílogo
La Oficina de Turismo de Islandia realizó, en el año 2014, una propuesta para incluir ese país en la EuroVelo 1 y su recorrido. Se trata de añadir una ruta de 900 km por el sur de la isla, entre Seyðisfjörður y Keflavík.